# صيدناني ألبي
صيدناني ألبي (الاسم العلمي: Tamias alpinus) (بالإنجليزية: Alpine Chipmunk)‏ هو نوع من الحيوانات يتبع جنس الصيدناني من الفصيلة السنجابية.